# Шоггот

Ілюстрація в журналі «Astounding stories» (1936)

Шогготи (англ. Shoggoths) — вигадані істоти, що фігурують у «Міфах Ктулху» Говарда Лавкрафта і його послідовників. Шогготи являють собою амебоподібну протоплазмову масу з безліччю очей на поверхні, здатну змінювати форму й утворювати тимчасові органи. Середній шоггот, який набуває форми сфери, має близько 5 метрів (або 15 футів) у діаметрі. Описується, що нині шогготи населяють важкодоступні місця Землі, зокрема печери й покинуті поселення раси Старців у горах Антарктиди.
Хоча шогготи розумні, вони рідко використовують свій інтелект, адже мінлива форма дозволяє їм пристосовуватися до різноманітних умов і завдань.

## Історія

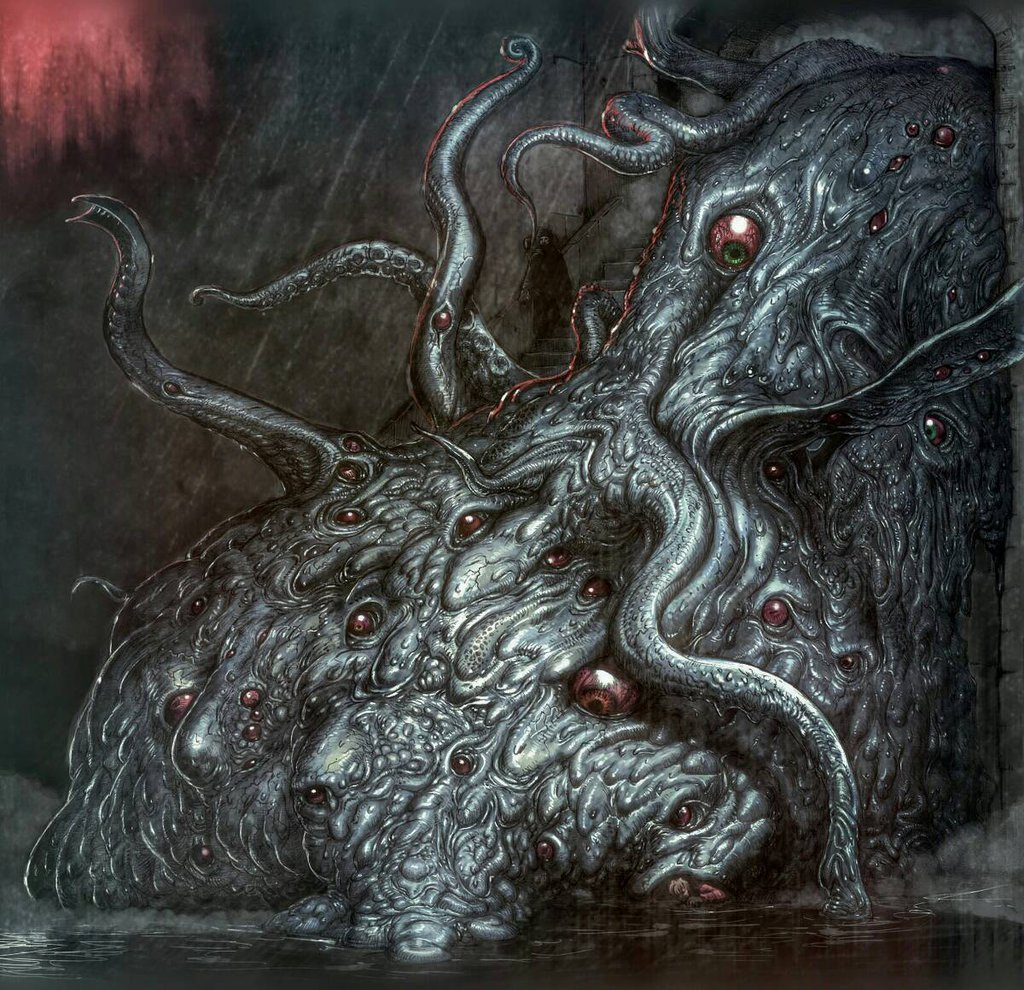
Фанатський малюнок Шоггота.

Походження шогготів докладно описується в повістях Говарда Лавкрафта «У горах божевілля» (1931) та «Морок над Інсмутом» (1931) і оповіданні «Тварюка на порозі» (1933).
Шогготів створила раса Старців як рабську силу для виконання важкої роботи — для будівництва монументальних міст на суші і в океанах, якими славилися Старці, а потім і для охорони та участі в битвах на боці своїх господарів. Відомо, що вони були феноменально сильні і лише їх мала кількість порівняно з ворогами завадила виграти війну Старців проти дітей і слуг Ктулху, які спеціально створювалися для битв. Армії Ктулху брали кожного шоггота числом, розсіюючи його на найдрібніші частинки.
Старці віддавали накази шогготам за допомогою телепатичного зв'язку, пригнічуючи їх своїм інтелектом. З часом ці створіння перейняли мову господарів, та розвинули власний інтелект. Відомо, що найрозумніші шогготи здійснили ряд повстань, які були придушені тоді ще сильною расою Старців. Потім, ослаблені ворожнечею з потомством Ктулху і зоряною расою Мі-го, загнані в океан, Старці не змогли дати належного опору шогготам і їхня раса пала. Згодом шогготи зайняли міста, які самі будували для Старців.

## У масовій культурі
Шогготи чи аналогічні істоти фігурують в численних творах, натхненних лавкрафтіанською тематикою: романах «Холодна війна» Чарльза Штросса, «Шогготи цвітуть» Елізабет Бір, «Бойовий клич» Джима Батчера, «Рух під землею» Ніка Маматаса, у графічному романі «Немо: Крижане серце» Алана Мура та Кевіна О'Нілла; у відеоіграх Call of Cthulhu: Dark Corners of the Earth, Darkest Dungeon, Eldritch, Celeste, Shoggoth Rising; настільних іграх Call of Cthulhu виробництва Chaosium і Wizards of the Coast, Arkham Horror, Pandemic: Reign of Cthulhu, Eldritch Skies.